# Iván Teodoróvich
Iván Adólfovich Teodoróvich (ruso: Ивáн Адóльфович Теодорóвич; polaco: Iwan Adolfowicz Teodorowicz) (Smolensk, Imperio ruso, 10 de septiembre de 1875-Smolensk, Unión Soviética, 20 de septiembre de 1937) fue un político comunista ruso, dirigente del Partido Bolchevique y primer comisario del pueblo de Abastecimientos tras la elección del Consejo de Comisarios del Pueblo en la Revolución de Octubre de 1917.
Teodoróvich, hijo de un agrimensor de Smolensk, nació en una familia de orígenes polacos. Su padre, su abuelo y dos primos maternos habían participado ya en las actividades insurreccionales contra el zarismo; es en este contexto, escribiría Teodórovich, en el que aprendió primero a odiar al zarismo, a sus oficiales y a la casta militar. Teodoróvich pasó su infancia en la extrema pobreza: su madre, luchando para criar a seis hijos, trabajó como costurera y lavandera.
Teodoróvich se educó en la Universidad Estatal de Moscú, donde se unió a un primer grupo marxista en 1895. En 1902-1903 ya era miembro del Comité de Moscú del Partido Obrero Socialdemócrata de Rusia (POSDR). Tras una serie de detenciones, en 1903, las autoridades zaristas le enviaron al exilio en Yakutia. Escapó en 1905 y viajó a Suiza, donde contactó personalmente con Lenin. En octubre de ese año, retornó a Rusia, operó en San Petersburgo y en 1907 se le eligió miembro del Comité Central del POSDR. En mayo de 1909 fue detenido de nuevo y permaneció preso hasta la Revolución de Febrero de 1917. En el verano de 1917, copresidió el Ayuntamiento de Petrogrado, al tiempo que trabajaba para preparar la revolución bolchevique contra el Gobierno Provisional.
Inmediatamente tras la Revolución de Octubre, Teodoróvich se convirtió en el primer Comisario del Pueblo de Abastecimientos del recién elegido Consejo de Comisarios del Pueblo. El mismo mes de noviembre, dimitió de su cargo debido a diferencias políticas con la mayoría liderada por Lenin, al defender un Gobierno de amplia coalición con los mencheviques y otros partidos socialistas. En 1920, regresó a la dirección de la Comisaría de Abastecimientos y fue nombrado vicecomisario en mayo de 1922; en 1928-1930 presidió la organización de campesinos de la Internacional Comunista.
Como experto bolchevique en agricultura, Teodoróvich dirigió discursos a varios consejos y foros internacionales, y publicó folletos y artículos para revistas y periódicos en torno a la agricultura y la política agraria.
En noviembre de 1930, fue condenado acusado de «contrarrevolucionario kondratievista».
Teodoróvich fue encarcelado tras el juicio contra el grupo denominado Centro Moskvá (que implicó en total a ciento veinte personas). El juicio fue sancionado por Iósif Stalin y Viacheslav Mólotov el 15 de septiembre de 1937. Cinco días después, fue ejecutado.